# Einzelplan
In den Einzelplänen (kurz: EPl.) sind die Haushaltsmittel (Einnahmen, Ausgaben, Verpflichtungsermächtigungen, Planstellen und Stellen) des Haushaltsplans veranschlagt. Dabei gilt grundsätzlich das Ministerialprinzip: Jedem Ressort ist ein Einzelplan zugewiesen. Für bestimmte Aufgabenbereiche wird das Realprinzip angewandt; so bildet etwa die Bundesschuld einen eigenen Einzelplan.

## Einzelpläne (EPl.) des Bundeshaushaltsplans
(Stand Bundeshaushalt 2022)
| 01 | Bundespräsidialamt                                                                      |
| 02 | Deutscher Bundestag                                                                     |
| 03 | Bundesrat                                                                               |
| 04 | Bundeskanzleramt                                                                        |
| 05 | Auswärtiges Amt                                                                         |
| 06 | Bundesministerium des Innern und für Heimat                                             |
| 07 | Bundesministerium der Justiz                                                            |
| 08 | Bundesministerium der Finanzen                                                          |
| 09 | Bundesministerium für Wirtschaft und Klimaschutz                                        |
| 10 | Bundesministerium für Ernährung und Landwirtschaft                                      |
| 11 | Bundesministerium für Arbeit und Soziales                                               |
| 12 | Bundesministerium für Digitales und Verkehr                                             |
| 14 | Bundesministerium der Verteidigung                                                      |
| 15 | Bundesministerium für Gesundheit                                                        |
| 16 | Bundesministerium für Umwelt, Naturschutz und nukleare Sicherheit und Verbraucherschutz |
| 17 | Bundesministerium für Familie, Senioren, Frauen und Jugend                              |
| 19 | Bundesverfassungsgericht                                                                |
| 20 | Bundesrechnungshof                                                                      |
| 21 | Bundesbeauftragter für den Datenschutz und die Informationsfreiheit                     |
| 22 | Unabhängiger Kontrollrat                                                                |
| 23 | Bundesministerium für wirtschaftliche Zusammenarbeit und Entwicklung                    |
| 25 | Bundesministerium für Wohnen, Stadtentwicklung und Bauwesen                             |
| 30 | Bundesministerium für Bildung und Forschung                                             |
| 32 | Bundesschuld                                                                            |
| 60 | Allgemeine Finanzverwaltung                                                             |

In der Aufzählung fehlende Nummern sind durch Umressortierungen, d. h. geänderte Ressortzuschnitte, weggefallen, z. B.
| 13 | Bundesministerium für Post und Telekommunikation: 1. Januar 1998 aufgelöst durch Privatisierung (s. EPl. 08; Bundesnetzagentur zu EPl. 09)                       |
| 18 | Bundesministerium für Raumordnung, Bauwesen und Städtebau: 1998 zu EPl. 12, 2013 zu EPl. 16, 2018 zu EPl. 06; war im Bundeshaushalt 1997 als EPl. 25 aufgeführt. |
| 33 | Versorgung: seit 2007 in den jeweiligen Einzelplänen (dort Kapitel 67)                                                                                           |

## Einzelpläne (EPl.) der Bundesländer

### Einzelpläne (EPl.) des bayerischen Staatshaushaltes
(Stand Doppelhaushalt 2019/2020)
| 01 | Landtag                                                                     |
| 02 | Ministerpräsident und Staatskanzlei                                         |
| 03 | Bayerisches Staatsministerium des Innern, für Sport und Integration         |
| 04 | Bayerisches Staatsministerium der Justiz                                    |
| 05 | Bayerisches Staatsministerium für Unterricht und Kultus                     |
| 06 | Bayerisches Staatsministerium der Finanzen und für Heimat                   |
| 07 | Bayerisches Staatsministerium für Wirtschaft, Landesentwicklung und Energie |
| 08 | Bayerisches Staatsministerium für Ernährung, Landwirtschaft und Forsten     |
| 09 | Bayerisches Staatsministerium für Wohnen, Bau und Verkehr                   |
| 10 | Bayerisches Staatsministerium für Familie, Arbeit und Soziales              |
| 11 | Bayerischer Oberster Rechnungshof                                           |
| 12 | Bayerisches Staatsministerium für Umwelt und Verbraucherschutz              |
| 13 | Allgemeine Finanzverwaltung                                                 |
| 14 | Bayerisches Staatsministerium für Gesundheit und Pflege                     |
| 15 | Bayerisches Staatsministerium für Wissenschaft und Kunst                    |
| 16 | Bayerisches Staatsministerium für Digitales                                 |

bisherige Umressortierungen:
| 09 | Bayerisches Staatsministerium für Landwirtschaft und Forsten – Forstverwaltung: 2006 durch Privatisierung der Forstverwaltung als eigenständiger EPl. weggefallen → EPl. 08 |
| 12 | Bayerischer Staatsminister für Bundes- und Europaangelegenheiten: bis 1998 (EPl. 02)                                                                                        |
| 12 | Bayerisches Staatsministerium für Gesundheit, Ernährung und Verbraucherschutz: gegründet 2001 (BSE-Krise)                                                                   |
| 14 | Bayerisches Staatsministerium für Landesentwicklung und Umweltfragen: gegründet 1972, 2003 zu EPl. 07 und 12                                                                |

### Einzelpläne des hessischen Landeshaushalts
(Stand: Doppelhaushalt 2023/2024)
| 01 | Hessischer Landtag                                                                   |
| 02 | Hessischer Ministerpräsident                                                         |
| 03 | Hessisches Ministerium des Innern und für Sport                                      |
| 04 | Hessisches Kultusministerium                                                         |
| 05 | Hessisches Ministerium der Justiz                                                    |
| 06 | Hessisches Ministerium der Finanzen                                                  |
| 07 | Hessisches Ministerium für Wirtschaft, Energie, Verkehr und Wohnen                   |
| 08 | Hessisches Ministerium für Soziales und Integration                                  |
| 09 | Hessisches Ministerium für Umwelt, Klimaschutz, Landwirtschaft und Verbraucherschutz |
| 10 | Hessischer Staatsgerichtshof                                                         |
| 15 | Hessisches Ministerium für Wissenschaft und Kunst                                    |
| 17 | Allgemeine Finanzverwaltung                                                          |
| 18 | Staatliche Hochbaumaßnahmen                                                          |

### Einzelpläne (EP) des niedersächsischen Landeshaushaltes
(Stand: Doppelhaushalt 2022/2023)
| 01 | Niedersächsischer Landtag                                                                     |
| 02 | Niedersächsische Staatskanzlei                                                                |
| 03 | Niedersächsisches Ministerium für Inneres und Sport                                           |
| 04 | Niedersächsisches Finanzministerium                                                           |
| 05 | Niedersächsisches Ministerium für Soziales, Gesundheit und Gleichstellung                     |
| 06 | Niedersächsisches Ministerium für Wissenschaft und Kultur                                     |
| 07 | Niedersächsisches Kultusministerium                                                           |
| 08 | Niedersächsisches Ministerium für Wirtschaft, Arbeit, Verkehr und Digitalisierung             |
| 09 | Niedersächsisches Ministerium für Ernährung, Landwirtschaft und Verbraucherschutz             |
| 11 | Niedersächsisches Justizministerium                                                           |
| 12 | Niedersächsischer Staatsgerichtshof                                                           |
| 13 | Allgemeine Finanzverwaltung                                                                   |
| 14 | Niedersächsischer Landesrechnungshof                                                          |
| 15 | Niedersächsisches Ministerium für Umwelt, Energie, Bauen und Klimaschutz                      |
| 16 | Niedersächsisches Ministerium für Bundes- und Europaangelegenheiten und Regionale Entwicklung |
| 17 | Niedersächsische Landesbeauftragter für den Datenschutz                                       |
| 20 | Hochbauten                                                                                    |

### Einzelpläne (EP) des sachsen-anhaltischen Landeshaushaltes
(Stand Doppelhaushalt 2017/2018)
| 01 | Landtag |
| 02 | Staatskanzlei und Ministerium für Kultur des Landes Sachsen-Anhalt                                                  |
| 03 | Ministerium für Inneres und Sport des Landes Sachsen-Anhalt                                                         |
| 04 | Ministerium der Finanzen des Landes Sachsen-Anhalt                                                                  |
| 05 | Ministerium für Arbeit, Soziales und Integration des Landes Sachsen-Anhalt                                          |
| 06 | Ministerium für Wirtschaft, Wissenschaft und Digitalisierung des Landes Sachsen-Anhalt – Wissenschaft und Forschung |
| 07 | Ministerium für Bildung des Landes Sachsen-Anhalt                                                                   |
| 08 | Ministerium für Wirtschaft, Wissenschaft und Digitalisierung des Landes Sachsen-Anhalt – Wirtschaft                 |
| 09 | Ministerium für Umwelt, Landwirtschaft und Energie des Landes Sachsen-Anhalt – Landwirtschaft                       |
| 11 | Ministerium für Justiz und Gleichstellung des Landes Sachsen-Anhalt                                                 |
| 13 | Allgemeine Finanzverwaltung                                                                                         |
| 14 | Ministerium für Landesentwicklung und Verkehr des Landes Sachsen-Anhalt                                             |
| 15 | Ministerium für Umwelt, Landwirtschaft und Energie des Landes Sachsen-Anhalt – Umwelt und Energie                   |
| 16 | Landesrechnungshof Sachsen-Anhalt                                                                                   |
| 17 | Staatskanzlei und Ministerium für Kultur des Landes Sachsen-Anhalt – Kultur                                         |
| 18 | Landesbeauftragter für den Datenschutz Sachsen-Anhalt                                                               |
| 19 | Informations- und Kommunikationstechnologie (IKT)                                                                   |
| 20 | Hochbau |
| 50 | Sondervermögen „Schwerbehinderten-Ausgleichsabgabe“                                                                 |
| 51 | Sondervermögen „Grundstock des Landes Sachsen-Anhalt“                                                               |
| 54 | Sondervermögen „Altlastensanierung Sachsen-Anhalt“                                                                  |
| 55 | Sondervermögen „Pensionsfonds“                                                                                      |